# Kulturens karneval, Berlin
Kulturens karneval (tyska: Karneval der Kulturen) är en årlig kulturkarneval som hålls i stadsdelen Kreuzberg, Berlin under pingsthelgen sedan år 1996. Karnevalen är till för att fira multikulturella Berlin som har invånare som kommer från cirka 180 olika länder.

## Bilder

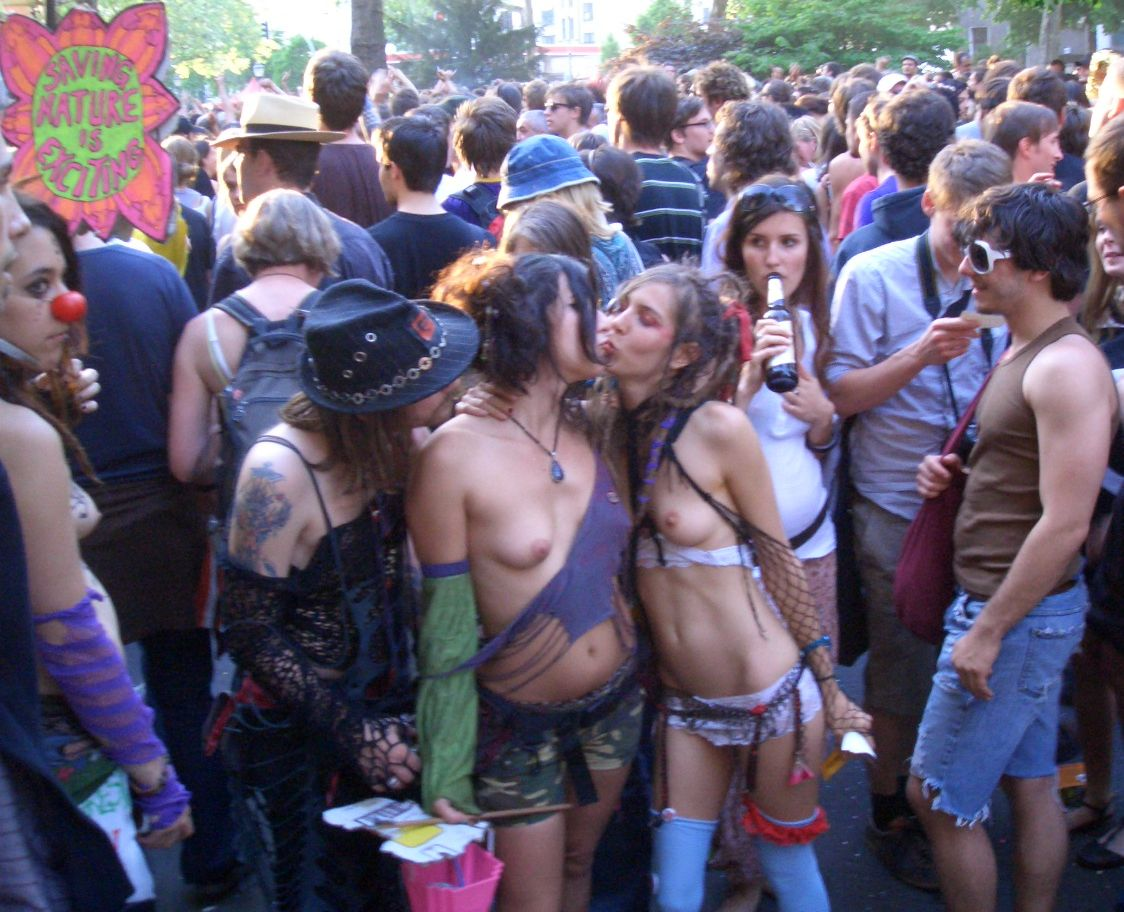
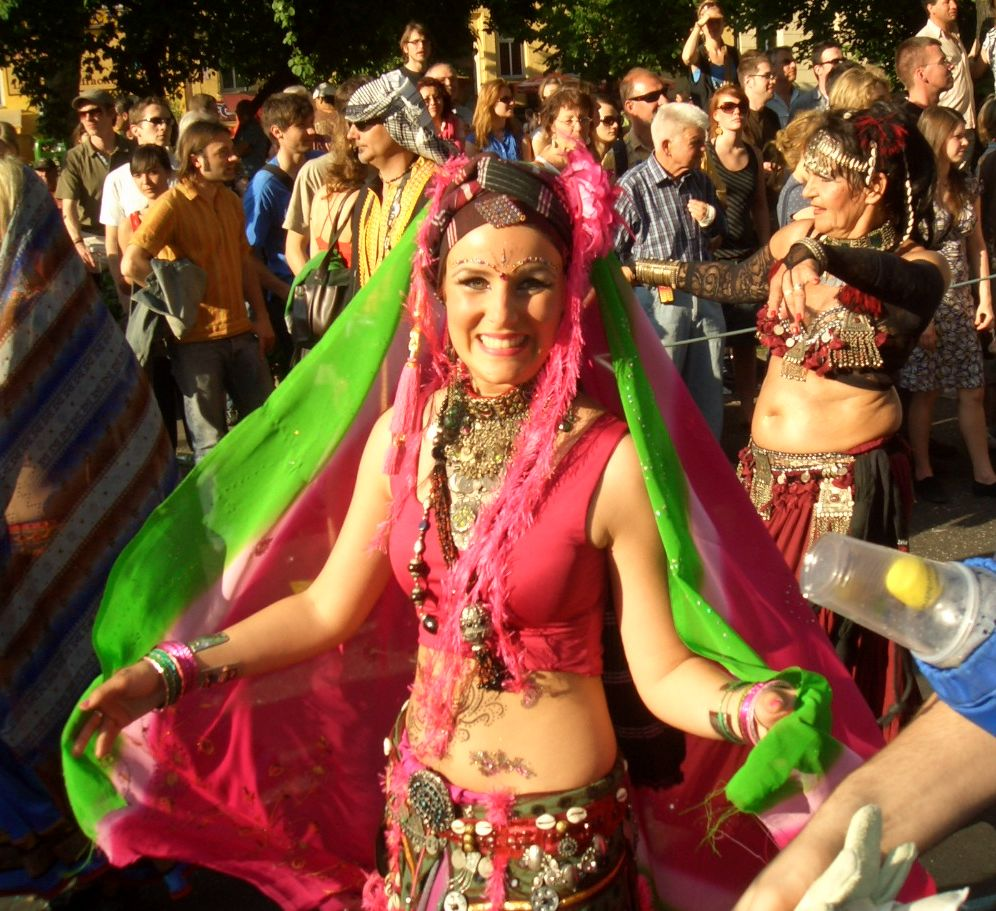
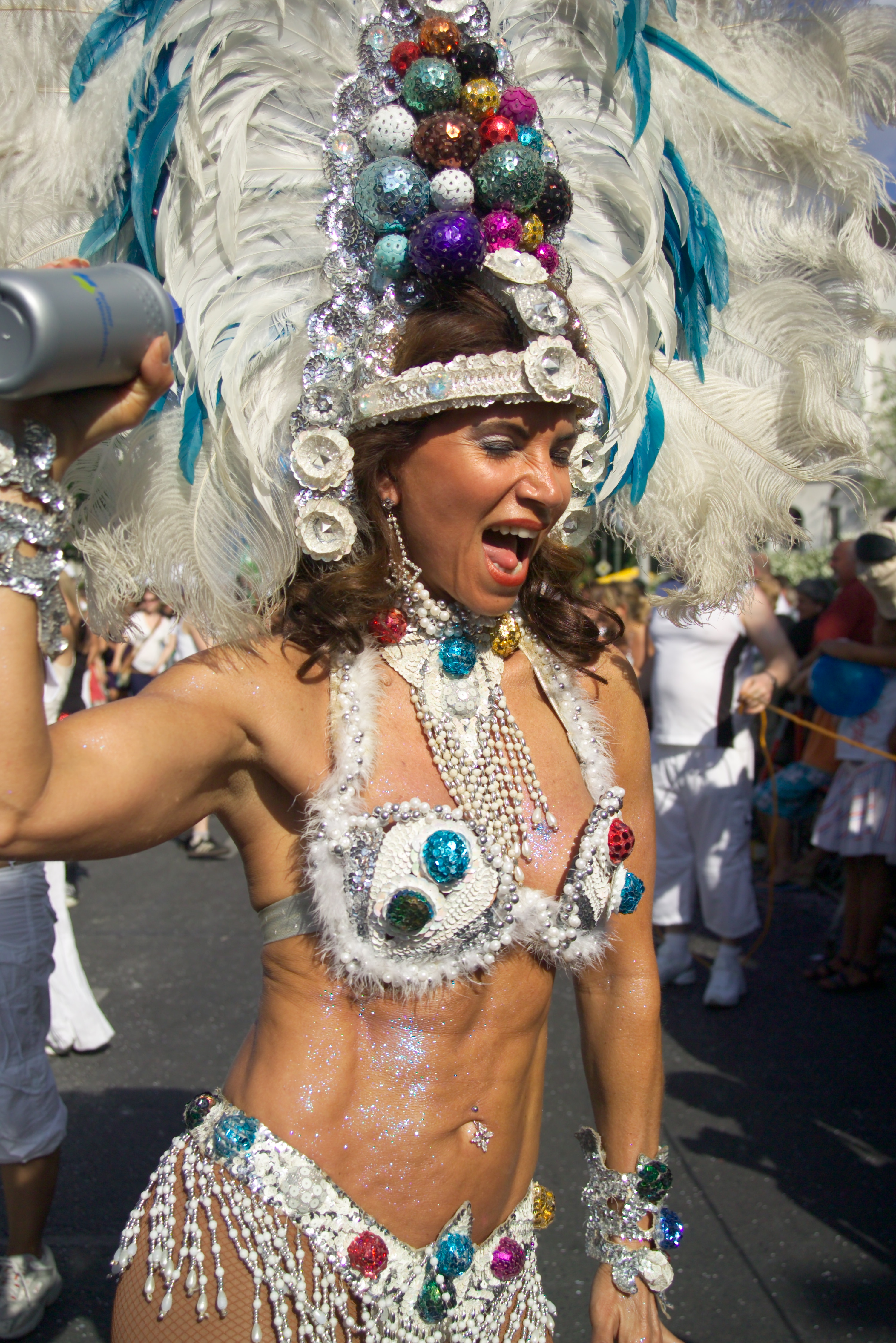